# Дунгал мак Амалгадо
Дунгал мак Амалгадо (Дунгал Кногба; др.‑ирл. Dúngal mac Amalgado; погиб в 759) — король Наута (Северной Бреги) и всей Бреги (748—759) из рода Сил Аэдо Слане.

## Биография
Дунгал был одним из сыновей правителя Амалгайда мак Конгалайга. Он принадлежал к Уи Хонайнг, одной из двух основных ветвей рода Сил Аэдо Слане. Отец Дунгала, погибший в 718 году Амалгайд, и убитый в 742 году брат Конайнг мак Амалгадо были правителями Наута и королями всей Бреги. Сам Дунгал получил титул короля всей Бреги в 748 году, после смерти короля Индрехтаха мак Дунгалайга.
Контролируемые Дунгалом мак Амалгадо земли Северной Бреги располагались к северу от реки Лиффи. Резиденция правителей Наута находилось на территории одноимённого древнеирландского кургана.
В 749 году Дунгал мак Амалгадо одержал в сражении победу над кианнахтами Арды, земли которых располагались между реками Бойн и Ди. В битве погиб вождь кианнахтов Айлиль мак Дуйб да Крих. По сообщению «Анналов Ульстера», Айлиль погиб в самом начале сражения. На поле боя пал и родственник Дунгала, Домналл мак Кинаэда. «Анналы Ульстера» при описании этого события не упоминают имени Дунгала, но более поздние «Анналы Тигернаха» свидетельствуют, что победителем в сражении был именно Дунгал.
Дунгал мак Амалгадо погиб в 759 году в сражении при Эмайн Махе. Его победителем был король Ульстера Фиахна мак Аэдо Ройн. На поле боя пал и союзник короля Бреги, правитель Фир Рос Донн Бо мак Кон Бреттан. Согласно «Анналам Тигернаха», причиной войны стала борьба за контроль над аббатством Арма. В конфликте среди братии этой обители Дунгал взял сторону священника Айрехтаха, в то время как король Аэд поддерживал аббата этого монастыря Фер-да-Криха.
После гибели Дунгала мак Амалгадо новым правителем Наута стал Конгалах мак Конайнг. Сын Дунгала Конайнг так и не смог овладеть королевским титулом; он погиб в сражении в 786 году.